# Sex roller söker en författare
Sex roller söker en författare (italienska: Sei personaggi in cerca d'autore) är en pjäs från 1921 av den italienske författaren Luigi Pirandello. Pjäsen sattes upp för första gången 1921 av Dario Niccomedi.
Historien är ett metadrama omkring sex roller som saknar pjäs att få leva i, en berättelse som i sig gömmer ett familjedrama. Ämnet för pjäsen är konstens relation till livet, liksom mekanismerna bakom det kreativa skapandet.
Pirandellos pjäs har bidragit till att förändra den moderna teatern, genom sina tydliga referenser till teaterillusionen – det faktum att skådespelet och publiken befinner sig i samma fysiska rum (se den fjärde väggen) – och demonteringen av skådespelets realism.